# صوفيا فاسالو
صوفيا فاسالو أكاديمية ومترجمة يونانية تعمل حالياً أستاذة في اللاهوت الفلسفي في قسم الدراسات الدينية في جامعة بيرمينغهام. حصلت على جائزة الشيخ حمد للترجمة والتفاهم الدولي عام 2023م.

## عن حياتها
تخرجت من كلية الدراسات الشرقية والإفريقية بجامعة لندن ثم نالت شهادة الدكتوراة من جامعة كامبريدج برسالة في الفكر الأخلاقي المعتزلي في 2006، ومنذ ذلك الوقت شغلت عدة مناصب بين البحث والتدريس في مختلف الجامعات والمؤسسات العلمية بما فيها جامعة كامبريدج، والكلية الأوروبية في الفنون الحرة في برلين، والمعهد الألماني للأبحاث الشرقية في بيروت، وجامعة نيويورك أبوظبي. مدار بحثها الفكر الأخلاقي الإسلامي خاصة النزعات العقلانية منه، ولها أيضا عدة دراسات في الفكر الفلسفي الغربي وهي تنشط في ترجمة الأدب العربي الكلاسيكي والحديث.

## الأعمال والجوائز
- رواية «الفاعل المكلف ومستحقاته: ملامح الفكر الأخلاقي عند المعتزلة» (2008).
- «شوبنهاور والموقف الجمالي: الفلسفة كممارسة للسمو» (2013).
- «الفكر الأخلاقي لدى ابن تيمية» (2015).[1]

## الجوائز
- جائزة ألبرت حوراني للدراسات الشرق أوسطية للعام 2009.
- المركز الثاني في جائزة الشيخ حمد للترجمة والتفاهم الدولي (الترجمة من اللغة العربية إلى اللغة الإنجليزية) عام 2023م، عن ترجمتها لكتاب «الهوامل والشوامل» لأبي حيان التوحيدي وأبو علي مِسْكَوَيَه،وترجمته بالاشتراك مع جيمس مونتجومري.[3]